# Frances Ames
Pour les articles homonymes, voir Ames (homonymie).
Frances Rix Ames (née le 20 avril 1920 à Pretoria en Union d'Afrique du Sud et morte le 11 novembre 2002 à Rondebosch en Afrique du Sud) est une neurologue, une psychiatre et une militante des droits de l'homme sud-africaine.
Première femme à avoir obtenu un doctorat en médecine de l'université du Cap en 1964, Ames a étudié les effets du cannabis sur le cerveau et a publié plusieurs articles sur le sujet. Voyant les bienfaits thérapeutiques du cannabis sur des patients dans son propre hôpital, elle a été l'un des premiers partisans de la légalisation de l'usage médicinal du cannabis médical. Elle a dirigé le département de neurologie au Groote Schuur Hospital avant de prendre sa retraite en 1985, mais a continué à donner des conférences au Valkenberg Hospital et à l'Alexandra Hospital.
Frances Ames est aussi connue pour avoir dirigé l'enquête d'éthique médicale menée sur le décès du militant anti-apartheid Steve Biko, mort à la suite d'une négligence médicale après avoir été torturé lors de sa garde à vue. Lorsque le Conseil médical et dentaire sud-africain (SAMDC) a refusé de diligenter des procédures disciplinaires contre les chirurgiens qui ont soigné Biko, Ames et un groupe de cinq universitaires et médecins ont recueilli des fonds pour combattre l'ordre des médecins devant les tribunaux sud-africains. Au bout de huit années de procédure, Ames a obtenu gain de cause devant la Cour suprême sud-africaine en 1985.
Après l'abolition de l'apartheid en 1991 et la formation du gouvernement d'union nationale de Nelson Mandela en 1994, Ames a témoigné devant la Commission de vérité et réconciliation sur son travail concernant l'enquête d'éthique médicale des « médecins de Biko ». En 1999, Nelson Mandela lui a décerné l'Étoile de l'Afrique du Sud, la plus haute distinction civile du pays, en reconnaissance de son travail en faveur des droits de l'homme.

## Enfance

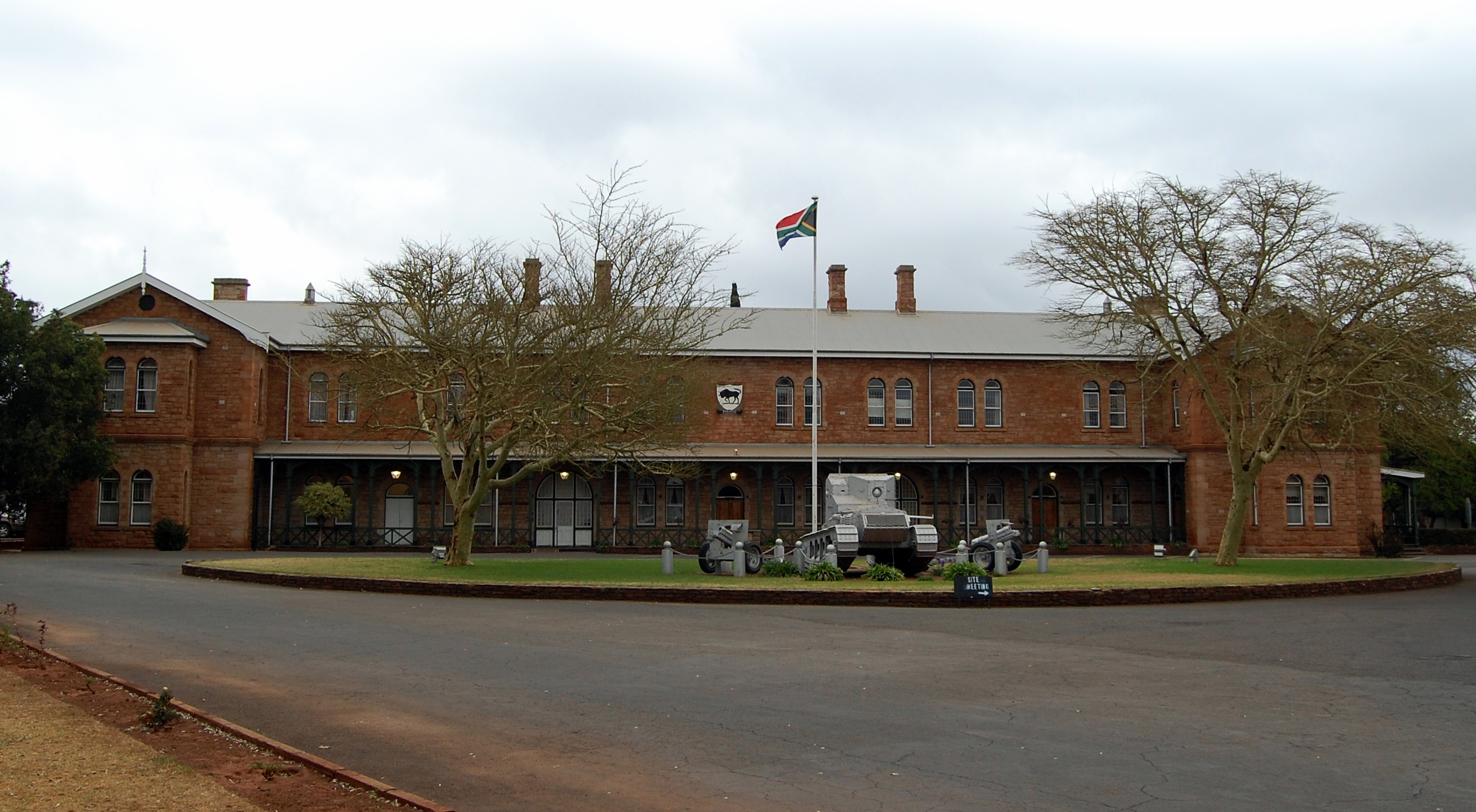
Bâtiment du Army College à Thaba Tshwane.

Ames est née le 20 avril 1920 à Voortrekkerhoogte (actuellement Thaba Tshwane), une banlieue de Pretoria, la capitale de l'Afrique du Sud. Elle est la deuxième des trois filles de Frank et Georgina Ames. Sa mère était infirmière et a été élevée durant la seconde guerre des Boers dans un camp de concentration britannique où la grand-mère d'Ames était infirmière.
Frances Ames n'a jamais connu son père, qui a abandonné ses enfants et leur mère à la pauvreté. Sa mère étant incapable de s'occuper de sa famille, Ames passe une partie de son enfance dans un orphelinat catholique où elle est atteinte de fièvre typhoïde,. Elle vit par la suite de nouveau avec sa mère au Cap, où les enfants Ames étudient à l'école pour filles Rustenburg.
Frances Ames s'inscrit à l'école de médecine de l'Université du Cap (UCT) où elle obtient son diplôme de Bachelors of Medicine and Surgery (M.b.ch.b.) en 1942.

## Carrière médicale
Interne au Groote Schuur Hospital de la ville du Cap, Ames travaille également dans la région du Transkei en tant que médecin généraliste.
En 1964, Frances Ames est la première Sud-Africaine à obtenir son diplôme de médecine de l'UCT.
Elle devient chef du département de neurologie au Groote Schuur Hospital en 1976. Elle est nommée professeure agrégée en 1978.
Ames prend sa retraite en 1985, mais continue à travailler à temps partiel à la fois au Valkenberg Hospital et à l'Alexandra Hospital en tant que maître de conférences au département de psychiatrie et de santé mentale de l'UCT. En 1997, l'UCT nomme Ames professeure associée émérite de neurologie.
Elle reçoit un doctorat honorifique en médecine de l'UCT en 2001. Selon Pat Sidley du British Medical Journal, Ames « n'a jamais été nommée professeure titulaire, et a cru que c'était parce qu'elle était une femme. ».

## L'affaire Biko

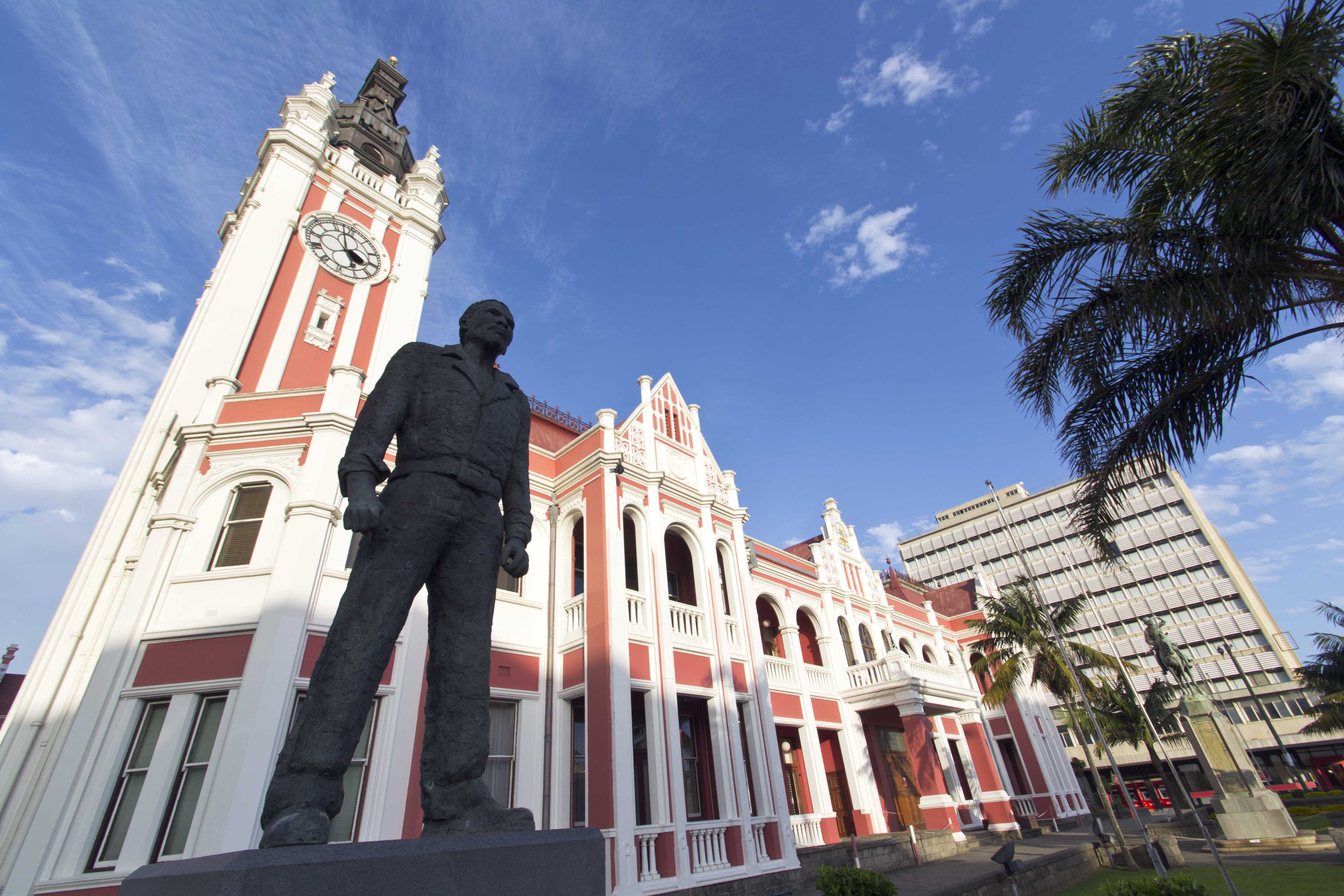
Statue de Steve Biko devant le South Africa East London City Hall.

Le 18 août 1977, Steve Biko, un militant anti-apartheid, qui avait autrefois étudié à l'École de médecine de l'Université du KwaZulu-Natal, est arrêté par la police de sécurité de Port Elizabeth. Il est détenu pendant 20 jours. Quelque part entre le 6 et le 7 septembre 1977, Biko est battu et torturé. Il tombe dans le coma. Le 12 septembre, son décès est constaté.
Selon Ames et d'autres médecins, le chirurgien Ivor Lang, en accord avec le chirurgien en chef Benjamin Tucker, aurait couvert les exactions policières qui ont entraîné la mort de Steve Biko, en rédigeant notamment un certificat médical déclarant que l'état de santé de Steve Biko était normal.
Selon Benatar & Benatar en 2012, « il y avait clairement des manquements à l'éthique de la part des médecins qui étaient responsables » de Biko,,,.
« In those days many district surgeons found themselves able to overlook regular police torture in prisons, to comply with police orders that conflicted with medically appropriate treatment, and at best to remain silent in the face of the obvious ethical challenges posed by the political climate. Few voiced their opposition to the systematic breaches of medical ethics occasioned by apartheid. Ames was one of the few. »
— Pat Sidley

« À cette époque, de nombreux chirurgiens ont pu couvrir des actes de torture pratiqués par des policiers dans les prisons, se conformer à des ordres policiers qui entraient en conflit avec les traitements médicaux appropriés, et au mieux rester silencieux face aux difficultés éthiques évidentes que posait le climat politique. Peu ont fait entendre leur opposition aux violations systématiques de l'éthique médicale occasionnées par l'apartheid. Ames était l'une de ces rares personnes. »
Lorsque le Conseil médical et dentaire sud-africain (South African Medical and Dental Council, SAMDC), soutenu par l'Association médicale sud-africaine (Medical Association of South Africa, MASA), refuse d'entamer les procédures disciplinaires contre Lang et Tucker qui avaient eu à soigner Steve Biko durant la semaine qui précéda sa mort en détention, deux groupes de médecins déposent séparément des plaintes officielles auprès de la SAMDC concernant le manque de professionnalisme de ces deux médecins. Les deux affaires suivent leur chemin vers la Cour suprême d'Afrique du Sud dans le but de forcer la SAMDC à mener une enquête officielle sur l'éthique médicale de Lang et Tucker. Une première plainte est déposée par Ames, avec Trefor Jenkins et Phillip Tobias de l'université du Witwatersrand. La seconde est déposée par Dumisani Mzana, Yosuf Veriava de l'Hôpital de Coronationville, et Tim Wilson de Centre de Santé d'Alexandra.
En 1980, Frances Ames et l'un de ses collègues de l'université du Cap démissionnent de l'Association des médecins sud-africains (MASA) pour protester contre le refus de cette dernière d'ouvrir une nouvelle enquête sur la façon dont a été soigné Steve Biko. Au cours de sa propre enquête, la MASA avait conclu qu'aucune accusation pour conduite incorrecte ou honteuse ne pouvait être retenue contre les deux praticiens qui avaient examiné Steve Biko. Toutefois, la MASA reconnaissait l'utilité de discuter avec le gouvernement sud-africain de problèmes médicaux et éthiques relatifs au traitement des détenus.
Comme Ames et le petit groupe de médecins mènent une enquête sur les membres de leur propre profession, Ames est qualifiée de lanceuse d'alerte. Son poste à l'université est menacé par ses supérieurs tandis que des collègues lui demandent d'abandonner l'affaire. En poursuivant l'affaire à l'encontre des médecins de Biko, Ames reçoit des menaces personnelles et risque sa sécurité,. Baldwin-Ragaven et coll. notent que l'association médicale « a serré les rangs à l'appui de collègues qui ont agi de connivence avec la police de sécurité dans la torture et la mort des détenus [et] également tenté de réduire au silence et de discréditer ceux des médecins qui luttent pour les droits de l'homme et qui ont exigé des mesures disciplinaires à l'encontre de leurs collègues. ».
Au bout de huit ans, en janvier 1985, Ames gagne le procès devant la Cour suprême d'Afrique du Sud qui statue en sa faveur obligeant le conseil médical et dentaire d'Afrique du Sud à ouvrir une enquête sur la conduite de deux médecins qui étaient chargés de soigner en prison le dirigeant du mouvement de la conscience noire. En juillet 1985, les deux chirurgiens sont tous deux reconnus coupables de conduite inadéquate par le conseil de discipline de la SAMDC pour ne pas avoir administré à leur patient des soins médicaux appropriés et n'avoir pas fait un diagnostic correct. Le docteur Tucker est aussi reconnu coupable de conduite déshonorante et suspendu pour trois mois de l'ordre des médecins tandis que le docteur Lang est réprimandé par un avertissement,,. Des réformes médicales majeures en matière d'éthique découleront de cette affaire,, car l'affaire « a joué un rôle important dans la sensibilisation de la profession médicale aux questions d'éthique médicales en Afrique du Sud. ».

## Recherches sur le cannabis
Ames étudie les effets du cannabis sur la santé en 1958, publiant son travail dans The British Journal of Psychiatry « une étude clinique et métabolique de l'intoxication aiguë avec Cannabis sativa et de son rôle dans les psychoses ». Son travail est largement cité tout au long de la littérature sur le cannabis. Elle s'oppose à la Guerre contre la Drogue et promeut les bienfaits thérapeutiques du cannabis, en particulier pour les personnes souffrant de sclérose en plaques (SEP),,,. Ames observe de première main comment le cannabis (connu sous le nom dagga en Afrique du Sud), diminue les spasmes chez les patients atteints de SEP et aide les paraplégiques atteints de traumatismes dans la moelle épinière au sein de son hôpital. Elle a continué à étudier les effets du cannabis dans les années 1990, publiant plusieurs articles sur l'euphorie induite par le cannabis et les effets du cannabis sur le cerveau avec le co-auteur David J. Castle du St Vincent's Hospital, à Melbourne.

## Vie personnelle
Ames a été mariée à l'éditorialiste David Castle du journal Cape Times. Ils ont eu quatre fils. Elle a 47 ans lorsque son mari meurt subitement en 1967. Après la mort de son mari, sa femme de ménage, Rosalina, aide Ames à s'occuper des enfants. Ames évoque cette période dans ses mémoires, Mothering in an Apartheid Society (2002).

## Mort
Ames lutte contre la leucémie pendant un certain temps.
Avant sa mort, elle dit lors d'une entrevue, « je continuerai jusqu'à ce que je ne puisse plus ». Elle continue de travailler pour l'UCT, en tant que professeur à temps partiel au Valkenberg Hospital jusqu'à six semaines avant sa mort survenue à la maison de Rondebosch le 11 novembre 2002,.
Représentant le département de psychiatrie de l'UCT, Greg McCarthy prononce l'éloge funèbre lors de l'enterrement. Ames est incinérée, et, selon sa volonté, ses cendres ont été mélangées à des graines de chanvre, puis dispersées à l'extérieur de l'Hôpital Valkenberg, où son service commémoratif a eu lieu,.

## Héritage
Le neurochirurgien sud-africain Colin Froman évoque Ames comme « la grande et non-orthodoxe protagoniste pour l'usage médical de la marijuana de nombreuses années avant l'intérêt actuel pour son utilisation comme médicament thérapeutique. ». J. P. van Niekerk de la revue South African Medical Journal note que « Frances Ames est une meneuse par la conviction et par l'exemple » et l'histoire a finalement justifié son action dans l'affaire Biko.
Le travail d'Ames sur l'affaire Biko conduit à d'importantes réformes médicales en Afrique du Sud, dont la dissolution et le remplacement des vieilles organisations sanitaires qui n'ont pas respecté les normes médicales de la profession. Selon van Niekerk, « la leçon la plus durable pour la médecine sud-africaine a été la clarification des rôles des médecins lorsqu'il est question de la double responsabilité. C'est désormais incarné notamment dans le Code de conduite de la SAMA et dans les interprétations juridiques des responsabilités des médecins. ».
Ames témoigne au cours des auditions médicales devant la Commission de vérité et réconciliation en 1997. L'archevêque Desmond Tutu honore Ames comme « l'un des rares médecins qui s'élevèrent contre le régime de l'apartheid et demandèrent des comptes à leurs confrères compromis dans les atteintes aux droits de l'homme. ». En reconnaissance de son travail en faveur des droits de l'homme en Afrique du Sud, Nelson Mandela remet à Ames l'Ordre de l'Étoile de l'Afrique du Sud en 1999, la plus haute distinction civile du pays,.

## Sélection de publications
- Mothering in an Apartheid Society (2002)